# Tahkuna
För andra betydelser, se Tahkuna (olika betydelser).
Tahkuna är en by (estniska: küla) i Dagö kommun i landskapet Hiiumaa (Dagö) i västra Estland. Byn ligger på Taknenäset (estniska: Tahkuna poolsaar) på norra änden av ön Dagö.
I kyrkligt hänseende hör byn till Röicks församling inom den Estniska evangelisk-lutherska kyrkan.
Före 2013 hörde byn till dåvarande Kõrgessaare kommun.